# Kwara United Football Club
O Kwara United Football Club é um clube de futebol com sede em Kwara, Nigéria. A equipe compete no Campeonato Nigeriano de Futebol.

## História
O clube foi fundado em 1997.

## Treinadores
- Kafaru Alabi
- Toyin Ayinla
- Johann Eriksson
- Kosta Papić
- Roger Palmgren (2006–07)
- Kadiri Ikhana (1997), (2010–11)